# Wodospady Iguaçu
Wodospady Iguaçu (hiszp. Cataratas del Iguazú, port. Cataratas do Iguaçu, Yguasu – pochodzi z języka guaraní – z połączenia słów y – „woda” i ûasú [guasu] – „wielka”) – wodospad leżący na granicy argentyńsko-brazylijskiej na rzece Iguaçu.

## Rzeka
Rzeka Iguaçu wypływa z Serra do Mar, niedaleko brazylijskiego wybrzeża, na południe od São Paulo, źródła znajdują się w pobliżu Kurytyby i płynie w głąb lądu (na zachód) około 1320 km. Przez Wyżynę Brazylijską wije się zakolami wzbogacona wodami dopływów. Rzeka podczas swojego biegu jeszcze przed wodospadem Iguazu opada po blisko 70 progach skalnych, rozbijających jej nurt.
Wodospady Iguazu znajdują się w miejscu, w którym rzeka dociera do skraju płaskowyżu, tuż przed ujściem do rzeki Parany. Iguaçu spada w przepaść tworząc wodospad. Rzeka ma tutaj 4 km szerokości i płynie po bazaltowym podłożu.

## Wodospad

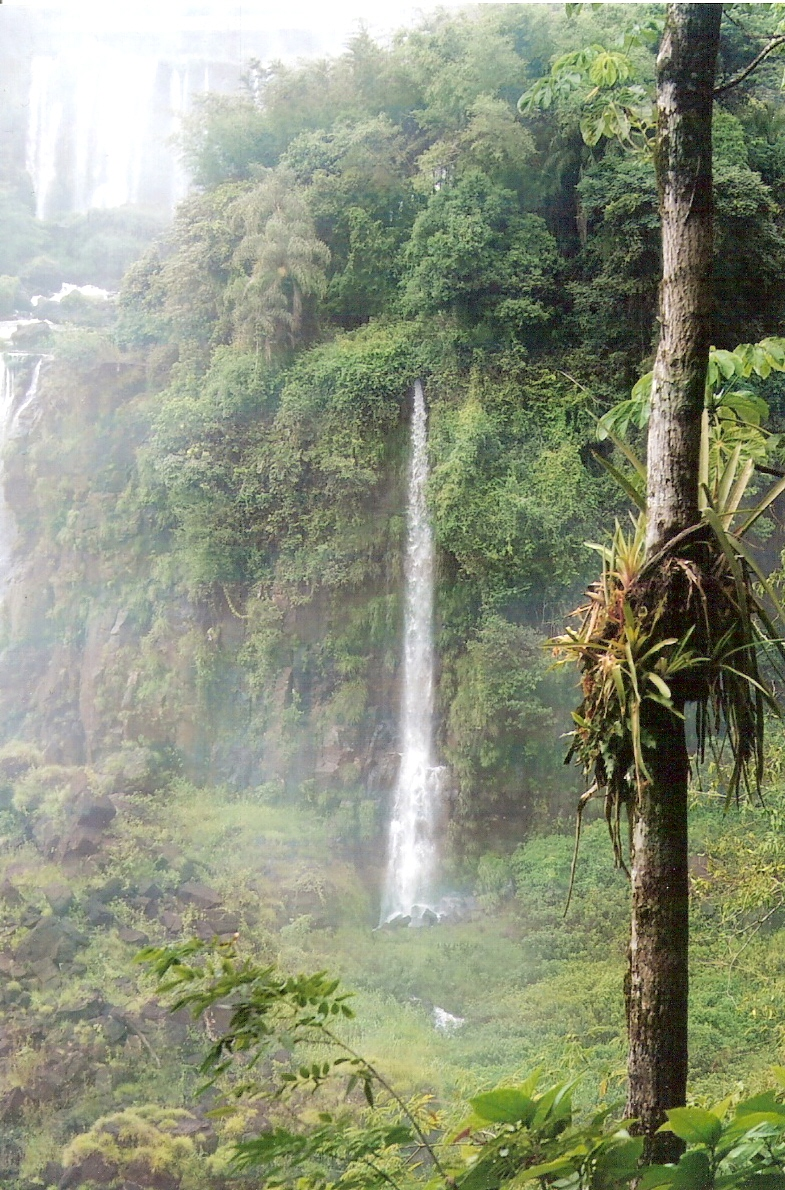
Mały wodospad w wielkim kompleksie wodospadów Iguaçu

Wodospad Iguazu znajduje się na granicy argentyńsko-brazylijskiej. 80% obszaru wodospadu jest na terytorium Argentyny, natomiast pozostałe 20% na obszarze Brazylii. Wodospad ma szerokość około 2 km i składa się z 275 odrębnych progów skalnych. Średni przepływ wody wynosi 1756 m³/s. Szum wody słyszany jest w promieniu 20 km.
Granica argentyńsko-brazylijska przebiega centralnie przez Diabelską Gardziel (hiszp. Garganta del Diablo), największą kaskadę wodospadu Iguazu. Woda w tym miejscu spada aż z 82 m, a więc z wysokości większej niż wodospad Niagara.
W słoneczną pogodę tworzą się tutaj tęcze.
Wodospad wygląda najefektowniej w porze deszczowej, od listopada do marca, ale zazwyczaj jest malowniczy przez cały rok, choć zdarza się, że zamiera. W maju i czerwcu 1978 roku w okresie szczególnie uporczywej suszy, nurt osłabł tak bardzo, że przez 28 dni przez krawędź urwiska nie przepłynęła ani kropla wody. Był to pierwszy przypadek wyschnięcia wodospadu od 1934 roku.

## Geologia
Wodospad Iguazu powstał na krawędzi płaskowyżu Planalto Meridional zbudowanego ze skał bazaltowych. Ten wulkaniczny płaskowyż został uformowany w dolnej kredzie około 132 milionów lat temu po ogromnym wybuchu wulkanu. Możliwe, że to była największa erupcja wulkanu w okresie ostatnich kilkuset milionów lat.

## Klimat
Wodospad Iguazu znajduje się w strefie klimatu subtropikalnego. Najwyższe temperatury dochodzą do 40° C.

## Ochrona przyrody
Zarówno w Argentynie, jak i w Brazylii wodospad otaczają parki narodowe. W 1934 roku w pobliżu niewielkiego miasteczka Puerto Iguazú w Argentynie powstał Park Narodowy Iguazú. Z kolei brazylijski Park Narodowy Iguaçu mieści się w pobliżu miasta Foz do Iguaçu.
Znajdujące się między progami wychodnie skalne pokrywają gęste kępy drzew i innych roślin takich jak: palmy, bambusy oraz koronkowe paprocie drzewiaste, stanowiących forpocztę otaczającej rzekę dżungli. Pod drzewami kwitną dzikie tropikalne kwiaty takie jak: begonie, ananasowate i storczykowate.
Żyje tu około 400 gatunków ptaków, między innymi różne gatunki papug i tukanów. Występują tu także małpy, jaguary, tapiry, mrówkojady czy oceloty.

## Turystyka
Okolica zarówno po stronie brazylijskiej, jak i argentyńskiej żyje z turystyki. Na potrzeby turystów wybudowano specjalną infrastrukturę, między innymi liczącą 80 metrów długości kładką można przejść w pobliże najwyższego spadku wód, Diabelskiego Gardła. Natomiast nad wodospadem możliwe jest przejście wąskim podestem nad rzeką, sięgającym aż po kraniec wodospadu. Podest od czasu do czasu zmywa woda, gwałtownie przybierająca w rzece w porze deszczowej.

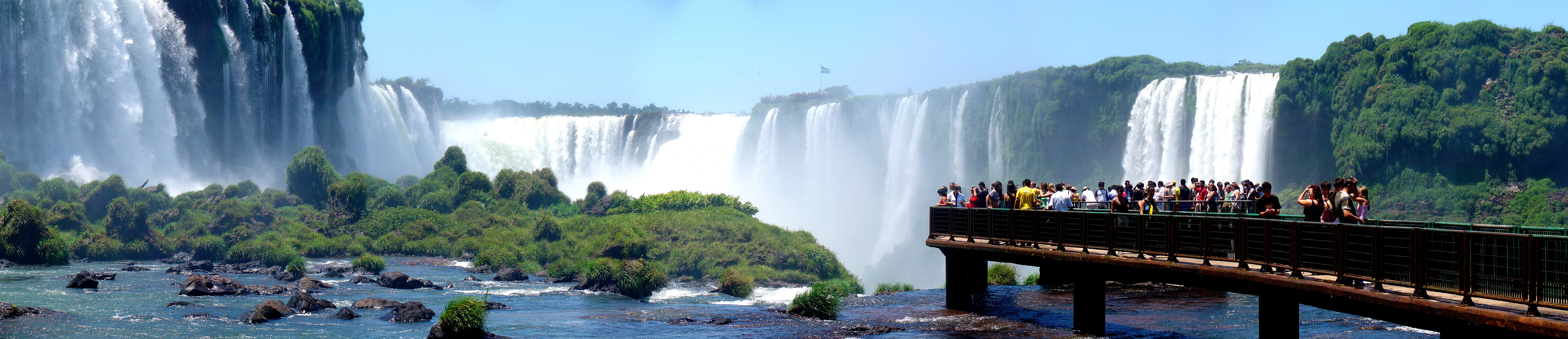
Wodospady Iguaçu